# Ayelen Parolin
Pour les articles homonymes, voir Parolin.
Ayelen Parolin, née le 25 juin 1976 à Buenos Aires en Argentine, est une danseuse et chorégraphe argentine de danse contemporaine installée en Belgique.

## Parcours
Après des études de danse en Argentine, Ayelen Parolin suit la formation e.x.e.r.c.e. à Montpellier auprès de Mathilde Monnier, puis s'installe en Belgique.
En 2004, elle crée le solo 25.06.76, un spectacle autobiographique dont le titre évoque sa date de naissance,, et qui évolue avec le temps "carte de présentation". Elle intègre, à chaque nouvelle présentation, « des morceaux de pièces que j’ai jouées et qui font partie de moi. Il y a des extraits de spectacles interprétés à l’école quand j’avais sept ans, les créations présentées lors de mes premiers festivals de danse, le travail réalisé dans certaines compagnies et mes propres pièces[style à revoir].
En 2006, elle crée le spectacle Troupeau / Rebaño.
En 2009, elle présente SMS & Love, dans lequel elle explore l'amitié depuis l'intimité d'un groupe d'amis.
Lors du 30e festival international des Brigittines en 2011, elle crée David dans lequel elle montre trois hommes, trois David, prenant la pose à l'image de la statue de Michel-Ange.
En 2014, elle crée Hérétiques, une pièce dans laquelle les deux danseurs ne bougent que les bras dans un rythme effréné et continu, au son de la musique composée et interprétée par Lea Petra.
En 2015, elle collabore avec la danseuse et chorégraphe Lisi Estaràs, elle aussi d'origine argentine, pour créer le spectacle La Esclava.
Entre 2016 et 2017, le Théâtre de Liège l'accueille en résidence de création pour deux ans,.
En 2016, elle est invitée par le Théâtre de Liège à travailler avec quatre danseurs de la Korean National Contemporary Dance Company et un percussionniste et chanteur coréen. De là nait la pièce Nativos, inspirée par les pratiques chamaniques, dans laquelle elle travaille également avec la compositrice et pianiste Lea Petra. Le spectacle reçoit le prix de la critique du meilleur spectacle de danse en 2017.
Toujours en 2016, elle est lauréate, avec trois autres chorégraphes, de la bourse de la Fondation Pina Bausch.
Elle présente Autóctonos dans le cadre du Kunstenfestivaldesarts en mai 2017,,, puis pendant le festival Montpellier Danse. Dans cette pièce, Ayelen Parolin interroge la différence entre l'autochtone et l'allochtone, et s'interroge sur "cette société de la performance qui oblige chacun à être positif, beau, harmonieux".
En octobre 2017, elle re-crée Autóctonos, qui devient Autóctonos II, lors de la Biennale de Charleroi/Danses. Les quatre danseurs, tous en noir, commencent une danse synchrone qui, au fur et à mesure du spectacle, fait apparaître des différences de plus en plus manifestes. Le spectacle tourne ensuite beaucoup en Europe : festival June Events (Paris, France) organisé par l'Atelier de Paris-Carolyn Carlson,, Theater Freiburg (Allemagne), festival Edinburgh Festival Fringe (Écosse), festival "La democrazia del corpo 2018" (Florence, Italie), festival "Ō / Musica, Danza, Arte" (Rome, Italie),.
En 2017, la nouvelle directrice de Charleroi/Danses, Annie Bozzini, choisit d'accueillir les chorégraphes Ayelen Parolin et Louise Vanneste en résidence pendant trois ans,. En 2018, Ayelen Parolin est choisie avec 13 autres artistes pour être en "compagnonnage" pendant 5 ans avec le Théâtre de Liège,.
En février 2019, Ayelen Parolin crée un duo avec la compositrice et pianiste Lea Petra dans lequel elle travaille à faire se rejoindre les opposés, notamment en explorant la relation entre les mouvements du corps et les sons de la musique du piano. La même année, elle présente WEG, une pièce pour 9 danseurs et 1 pianiste. Avec ce spectacle, elle remet au cœur de sa danse les notions de plaisir et de chaos,.
Dans le cadre du festival LEGS PRO de Charleroi danse, elle crée la pièce with en mars 2021.
En mai 2021, Ayelen Parolin fait partie de la liste des artistes associés au Théâtre National Wallonie-Bruxelles annoncée par Pierre Thys, nouveau directeur de l'institution.

## Chorégraphies
- 2004-2017 : 25.06.76
- 2006 : Troupeau / Rebaño
- 2009 : SMS & Love
- 2011 : David
- 2014 : Hérétiques
- 2015 : La Esclava (en collaboration avec Lisi Estaràs)
- 2015 : Exotic World
- 2016 : Nativos (avec des danseurs de la Korean National Contemporary Dance Company)
- 2017 : Autóctonos
- 2017 : Autóctonos II
- 2018 : Wherever the Music Takes You
- 2019 : Wherever the Music Takes You II
- 2019 : Primal (dans le cadre du programme Echo Flux commandé par Carte Blanche (compagnie de danse norvégienne) (en))
- 2019 : WEG
- 2021 : with
- 2023 : Zonder
- 2024 : Malón

## Filmographie
- 2009 : Mme Cruck
- 2015 : Exotic World
- 2020 : After WEG. Memories of a creation.[40]

## Prix et distinctions
- 2016 : bourse de la Fondation Pina Bausch
- 2017 : Prix de la critique (Belgique, spectacle) « danse » pour Nativos